# سيرك رينغلينغ بروس وبارنوم وبيلي
قالب:استخدم الإنجليزية الأمريكية
قالب:استخدم تواريخ م د س
قالب:صندوق معلومات سيرك
سيرك رينجلينغ براذرز وبيرنوم وبيلي، المعروف أيضًا باسم سيرك رينجلينغ براذرز أو بيرنوم وبيلي أو ببساطة رينجلينغ، هو سيرك أمريكي متنقل يُوصف بأنه أعظم عرض على الأرض. وقد قدّم عروضه منذ عام 1871 مع فترة توقف بين 2017 و2023. يعمل اليوم تحت اسم "رينجلينغ براذرز وبيرنوم وبيلي". بدأت الشركة في عام 1919 عندما تم دمج "عرض بيرنوم وبيلي العظيم" الذي أسسه بي. تي. بيرنوم وجيمس أنتوني بيلي مع "عرض رينجلينغ براذرز العظيم". اشترى الإخوة رينجلينغ شركة بيرنوم وبيلي في 1907 بعد وفاة بيلي في 1906، لكنهم استمروا في تشغيل السيركات بشكل منفصل حتى تم دمجهما في 1919.
بعد عام 1957، توقف السيرك عن العرض تحت خيمته القابلة للنقل "الخيمة الكبيرة"، وبدأ باستخدام أماكن دائمة مثل الملاعب والحلبات الرياضية. وفي عام 1967، اشترى إيرفين فيلد وأخوه إسرائيل، مع القاضي روي هوفهينتز من هيوستن، السيرك من عائلة رينجلينغ. وفي 1971، باع الأخوان هوفهينتز السيرك لشركة ماتيل، ثم استعاداه منها في 1981. ومنذ وفاة إيرفين فيلد في 1984، استمر السيرك كجزء من Feld Entertainment، شركة ترفيه دولية يرأسها ابنه كينيث فيلد ومقرها إيلنتون، فلوريدا.
في مايو 2017، مع انخفاض الحضور، والاحتجاجات المتكررة من نشطاء حقوق الحيوان، والتكاليف العالية، أُقيم العرض الأخير للحيوانات في قاعة ناساو فيتيرانز ميموريال كوليسوم وأُغلق السيرك بشكل غير محدد.
في سبتمبر 2023، وبعد توقف دام 6 سنوات، عاد السيرك بدون حيوانات بأول عرض في بوسيير سيتي، لويزيانا. ولم يتضمن العرض بهلواناً أو مُقدّم عرض.

## التاريخ
قالب:تجميع

### السيركات السابقة
يبدو أن هاتشاليه بايلي أسس أحد أقدم السيركات في الولايات المتحدة بعد أن اشترى فيل إفريقي، سماه "أولد بيت"، حوالي عام 1806, وذلك بعد 13 عاماً فقط من جون بيل ريككيتس الذي جلب السيرك لأول مرة إلى الولايات المتحدة من بريطانيا. بي. تي. بيرنوم، الذي عمل كعامل تذاكر لعرض هاتشاليه بايلي عندما كان صبيًا، قاد متحف بيرنوم الأمريكي في مدينة نيويورك منذ 1841 من مبنى متحف سكودر سابقاً.
وبجانب تطوير المعروضات الحالية، أحضر بيرنوم الحيوانات لتجعل المتحف يشبه حديقة الحيوانات، بالإضافة لعرض "الغرائب". خلال هذه الفترة، قام بيرنوم بجولات بالعرض، باسم "متحف بيرنوم الأمريكي الكبير على الطرق". احترق المتحف في يوليو 1865. بالرغم من محاولات بيرنوم لإعادة إنشاء المتحف في موقع آخر بالمدينة، احترق أيضاً في 1868، فقرر بيرنوم الاعتزال من عمل المتحف.

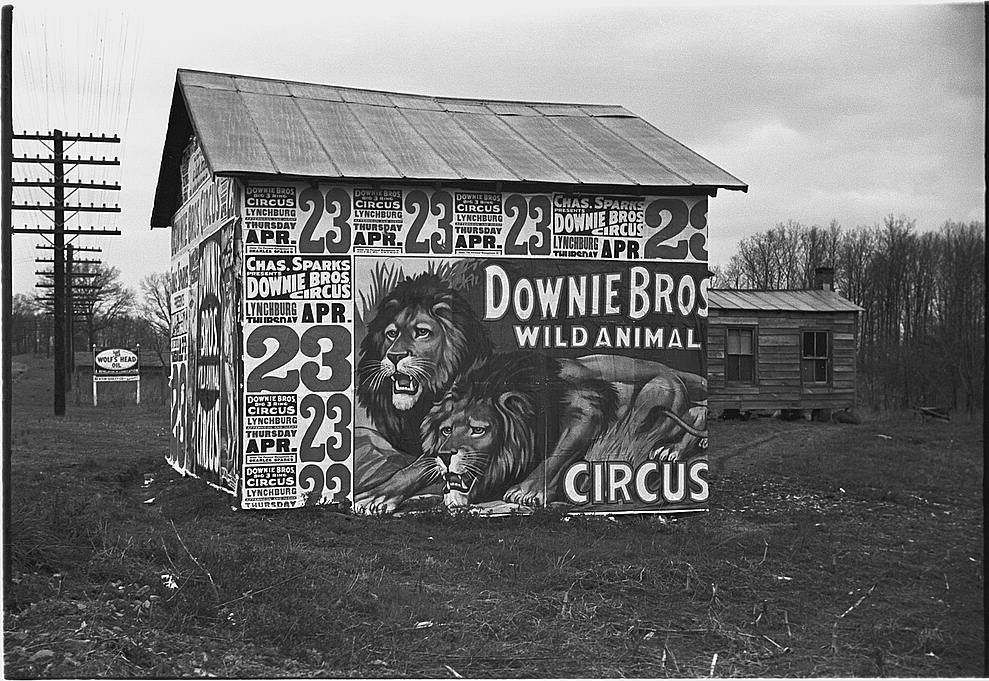
ملصق لسيرك رينجلينغ براذرز، 1935

في عام 1871، أقنع دان كاستيلو ووليام كامرون كوب بيرنوم بالخروج من التقاعد لتقديم اسمه وخبرته ودعمه المالي لعرض السيرك الذي أنشأه الاثنان بالفعل في ديلافان، ويسكونسن. أُطلق على العرض المشترك اسم "متحف بيرنوم العظيم المسافر، ومستودع الحيوانات، والقوافل، والحلبة". كما وصف بيرنوم، كان لدى كاستيلو وكوب "عرض ضخم حقاً، ويجمع كل عناصر المتحف، مستودع الحيوانات، العروض المتنوعة، قاعة الحفلات، والسيرك"، واعتبره "أعظم عرض على الأرض"، وهو ما أصبح لاحقاً جزءاً من اسم السيرك.
بشكل مستقل عن كاستيلو وكوب، تعاون جيمس أنتوني بيلي مع جيمس إي. كوب لإنشاء سيرك "كوب وبيلي" في ستينيات القرن التاسع عشر. أصبح سيرك كوب وبيلي المنافس الرئيسي لسيرك بيرنوم. وبما أن سيرك بيلي كان يتفوق عليه، سعى بيرنوم لدمج السيركات. اتفقت الجموعتان على دمج عروضهما في 28 مارس 1881. وسمي أولاً "متحف بيرنوم العظيم، وسيرك لندن الكبير، ومستودع الحيوانات الملكي البريطاني لسانجر، والعروض الدولية المتحدة"، ثم اختُصر لاحقاً إلى "سيرك بيرنوم وبيلي". ولعب بيلي دوراً كبيراً في شراء جمبو، الذي أعلن عنه كأكبر فيل في العالم، للعرض.
بعد وفاة جمبو، تبرع بيرنوم بجثته المحشوة لـجامعة تافتس التي كان بيرنوم أحد أعضاء مجلس إدارتها. افتُتح متحف بيرنوم للتاريخ الطبيعي في 1884 في حرم الجامعة وكان جمبو جزءاً بارزاً من العرض. وحتى اليوم، تُستخدم صورة جمبو كشعار رياضي لجامعة تافتس، وتُعرف فرقها الرياضية باسم "الجيوبو". توفي بيرنوم في 1891 واشترى بيلي السيرك من زوجته. واصل بيلي جولات في الولايات المتحدة الشرقية حتى سافر بالسيرك إلى أوروبا. استمرت تلك الجولة من 27 ديسمبر 1897 إلى 1902.
من ناحية أخرى، في 1884، بدأ خمسة من سبعة إخوة رينجلينغ سيركاً صغيراً في بارابو، ويسكونسن. وكان هذا تقريباً في نفس الوقت الذي كان فيه بيرنوم وبيلي في ذروة شعبيتهما. مثل عشرات السيركات الصغيرة التي كانت تجوب الولايات المتحدة الوسطى والشمال الشرقي آنذاك، نقل الإخوة سيركهم من مدينة إلى أخرى في قوافل صغيرة تجرها الحيوانات. نما سيركهم بسرعة، وتمكنوا من نقله بالقطار، مما سمح لهم بامتلاك أكبر مشروع ترفيهي متنقل في ذلك الوقت. أعطت جولة بيلي الأوروبية فرصة للإخوة رينجلينغ للانتقال من الوسط الغربي إلى الساحل الشرقي. واجه بيلي المنافسة الجديدة، فذهب بعرضه إلى الغرب من جبل روكي لأول مرة في 1905. وتوفي في العام التالي، وبيع السيرك لصالح الإخوة رينجلينغ.

### رينجلينغ براذرز وبيرنوم وبيلي سيرك

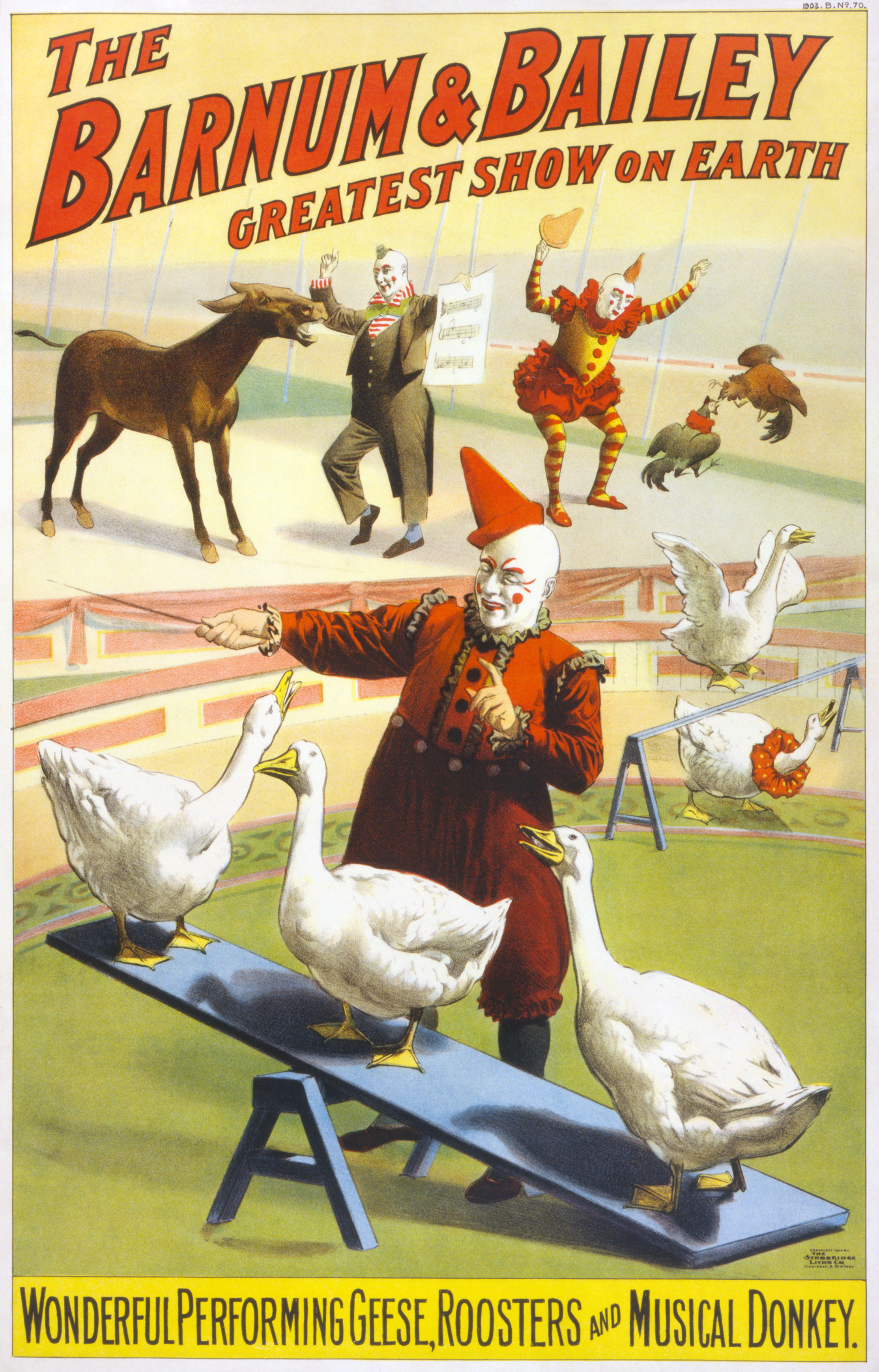
إعلان لسيرك بيرنوم وبيلي، 1900

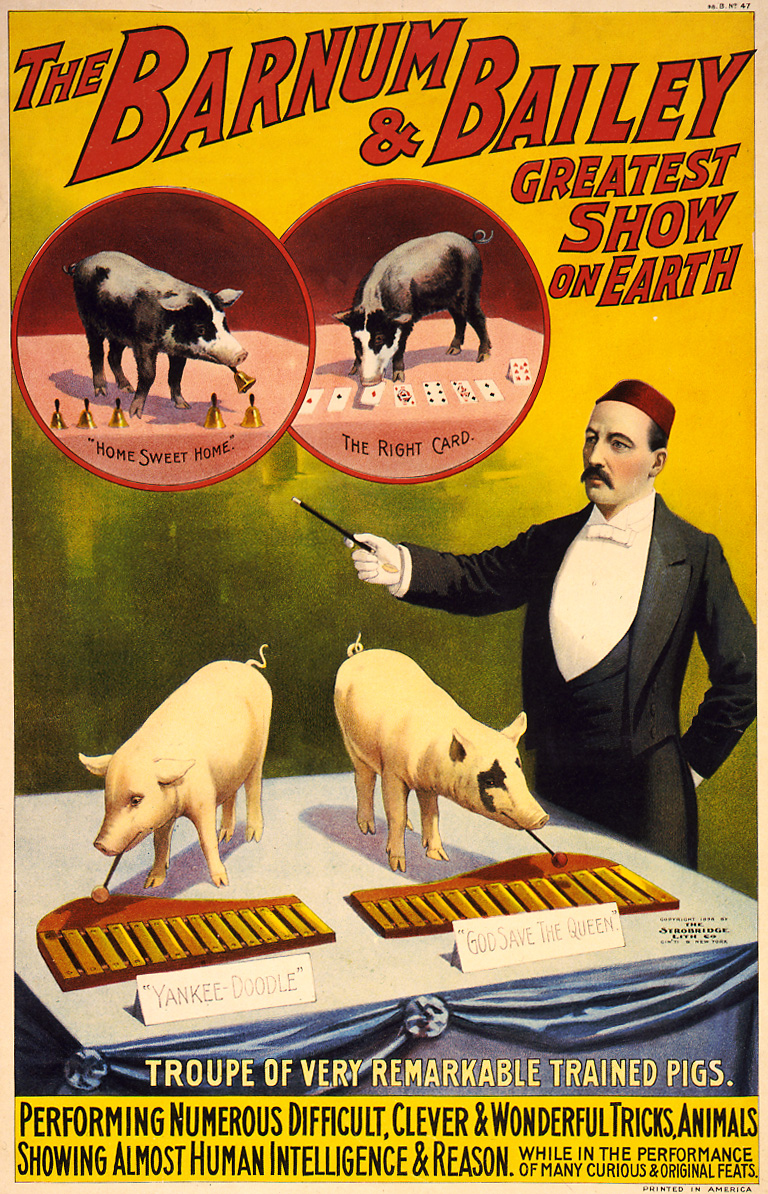
ملصق من 1898، يعلن عن "فرقة خنزير مدربة بشكل مدهش"

اشترى الإخوة رينجلينغ عرض بيرنوم وبيلي العظيم في 1907 واستمروا في تشغيل السيركات بشكل منفصل حتى 1919. بحلول ذلك الوقت، كان تشارلز إدوارد رينجلينغ وجون نيكولاس رينجلينغ هما الأخوين الوحيدين المتبقيين من الخمسة الذين أسسوا السيرك. قرروا أن من الصعب جداً تشغيل السيركات بشكل مستقل بسبب نقص العمالة والمشاكل في السفر بالقطار بسبب مشاركة أمريكا في الحرب العالمية الأولى، وظهر "رينجلينغ براذرز وبيرنوم وبيلي العروض المشتركة" لأول مرة في نيويورك في 29 مارس 1919. وجاء في الملصقات: "رينجلينغ براذرز، عروض العالم العظمى، وسيرك بيرنوم وبيلي، عرض الأرض العظيم، الآن مجتمعة في عرض واحد ضخم". توفي تشارلز إ. رينجلينغ في 1926، لكن السيرك ازدهر خلال عشرينيات القرن العشرين.
نقل جون رينجلينغ مقر السيرك إلى ساراسوتا، فلوريدا في 1927.
في 1929، وقّع الشركة الأمريكية للسيرك عقداً لأداء عرض في نيويورك. اشترى جون رينجلينغ الشركة الأمريكية، مالك خمسة سيركات، مقابل 1.7 مليون دولار.
في 1938، قدم السيرك عرضاً مربحًا إلى فرانك باك، المغامر والجامع المعروف، ليكون نجم العرض والدخول إليه على فيل. رفض الانضمام إلى نقابة الممثلين الأمريكية، قائلاً إنه "عالم، وليس ممثلاً". بالرغم من تهديد الإضراب إذا لم ينضم النقابة، حافظ على مبادئه قائلاً: "لا تفهمني خطأ. أنا مع العامل. لقد عملت كالكلب ذات مرة نفسي. وقلبي مع الشخص الذي يعمل. لكنني لا أريد أن يخبرني بعض ممثلي النقابة متى أصعد أو أنزل من الفيل." في النهاية، منح النقابة باك إعفاءً خاصاً لتقديم غرغنتوا الغوريلا دون التسجيل كممثل.

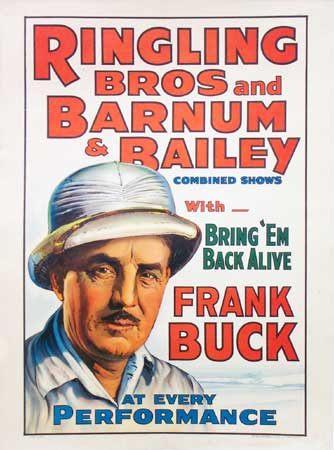
فرانك باك، نجم العرض، 1938

عانى السيرك خلال الثلاثينيات بسبب الكساد الكبير، لكنه تمكن من الاستمرار. بعد وفاة جون نيكولاس رينجلينغ، تولى ابنه جون رينجلينغ نورث إدارة السيرك المثقل بالديون مرتين، الأولى من 1937 إلى 1943. تم منح السيرك إعفاءً خاصاً من الرئيس روزفلت لاستخدام القطارات في التشغيل في 1942، رغم القيود المفروضة على السفر بسبب الحرب العالمية الثانية. التقط المصور الأمريكي ماكسيويل فريدريك كوبلان العديد من الصور الشهيرة للسيرك التي نشرت في المجلات والملصقات، حيث سافر حول العالم مع السيرك، مصوراً جماله وظروفه الصعبة.قالب:طلب مصادرة
تولى ابن عم نورث، روبرت، رئاسة العرض في 1943 مع عودة نورث لرئاسة السيرك في 1947.

### حريق هارتفورد

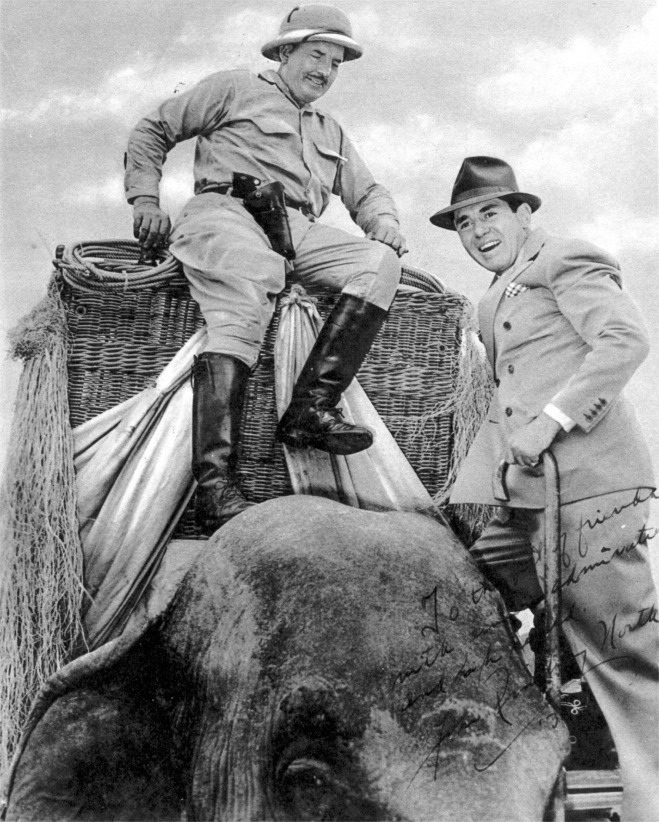
جون رينجلينغ نورث (يمين) وفرانك باك، نجم العرض في 1938

في 6 يوليو 1944، في هارتفورد، كونيتيكت، أثناء عرض بعد الظهر حضره حوالي 8000 شخص، اشتعلت النار في خيمة العرض. قُتل 167 شخصاً على الأقل وأصيب المئات. وجدت إدارة السيرك مُهمِلة، وقضى عدة من التنفيذيين في السجن. خصصت إدارة رينجلينغ جميع الأرباح للعشر سنوات التالية لدفع المطالبات المقدمة من مدينة هارتفورد وضحايا الحريق.

### عائلة فيلد
لم تشارك السيرك في الازدهار ما بعد الحرب الذي استفادت منه باقي البلاد، حيث تراجعت الحشود وزادت التكاليف. تغيرت أذواق الجمهور، المؤثرة بالسينما والتلفزيون، وأهمل السيرك، الذي أدى عرضه الأخير تحت الخيمة في بيتسبرغ، بنسلفانيا، في 16 يوليو 1956. وأفادت مجلة لايف أن "عصرًا سحريًا قد انتهى إلى الأبد". في 1956، عندما نقل جون رينجلينغ نورث وآرثر كونسيلو السيرك من عرض الخيمة إلى داخل المباني، كان إيرفين فيلد